# Onchidella brattstroemi
Onchidella brattstroemi is een slakkensoort uit de familie van de Onchidiidae. De wetenschappelijke naam van de soort is voor het eerst geldig gepubliceerd in 1978 door Ev. Marcus.